# Sonja Vasić
Sonja Vasić (Belgrado, 18 de fevereiro de 1989) é uma basquetebolista profissional sérvia, medalhista olímpica.

## Carreira
Sonja Vasić integrou Seleção Sérvia de Basquetebol Feminino, na Rio 2016, conquistando a medalha de bronze.